# مسار وسطي قشري

المسار وسط قشري موضح باللون الأزرق، ويمتد من المنطقة السقيفية البطنية إلى القشرة أمام الجبهية.

المسار الوسطي القشري (بالإنجليزية: mesocortical pathway) هو مسار دوبامني الفعل يربط السقيفة البطنية بالقشرة أمام الجبهية، وهو أحد المسارات الدوبامينية الرئيسية الأربعة في الدماغ. وهو أساسي لوظيفة الإدراك المعرفي الطبيعية الخاصة بالقشرة أمام الجبهية الظهرانية الجانبية (جزء من الفص الجبهي)، ويعتقد أنه له علاقة بالتحكم المعرفي، التحفيز والاستجابة العاطفية.
يمكن أن يكون هذا المسار هو المسار المضطرب أو المختل وظيفيا في الذهانات مثل الفصام. ويُعتقد أنه مرتبط بأعراض سلبية في الفصام تشمل انعدام الإرادة، عسر النطق وتبلد المشاعر. هذا المسار ذو صلة وثيقة مع المسار الوسطي الطرفي والذي يعرف كذلك باسم مسار المكافأة الوسطي الطرفي.

## مسارات دوبامينية أخرى
- مسار وسطي طرفي
- مسار سوداوي مخططي
- مسار أحدوبي قمعي